# 伊萬尼夫卡 (胡里夫卡市鎮)
48°11′34″N 32°52′7″E / 48.19278°N 32.86861°E
伊萬尼夫卡（烏克蘭語：Іванівка）是位於烏克蘭中部的村莊，由基洛夫格勒州克羅皮夫尼茨基區的胡里夫卡市镇負責管轄。該村始建於1903年，面積2.32平方公里，海拔高度104米，2001年人口546，人口密度每平方公里235.9人。